# Jan van Leeuwen (Gräzist)

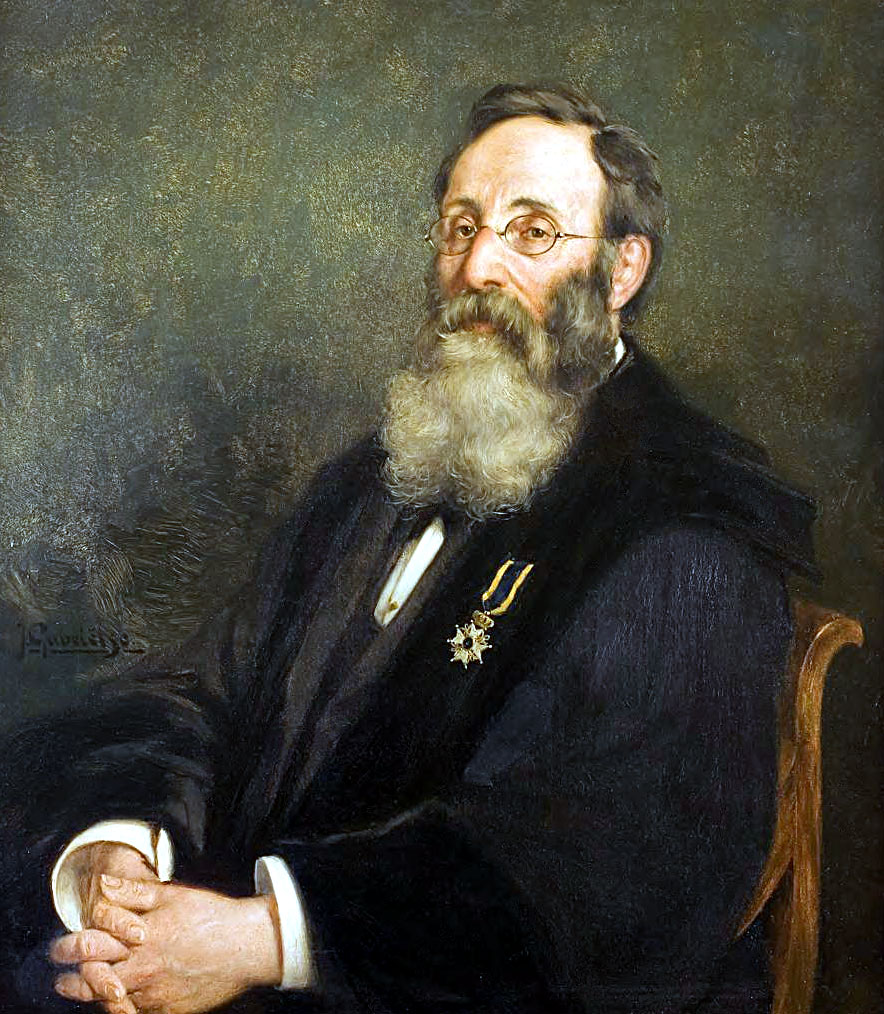
Jan van Leeuwen

Jan van Leeuwen (* 8. Februar 1850 in Zegwaard; † 21. Juli 1924 in Melchtal) war ein niederländischer Gräzist.

## Leben
Jan van Leeuwen erhielt seine erste Ausbildung von seinem Vater, dem Pfarrer Jan van Leeuwen (* 30. Dezember 1821 in Rotterdam; † 4. Dezember 1892 in Amsterdam), und an der Dorfschule seines Geburtsorts. 1866 wurde er Schüler am Athenaeum Illustre Amsterdam, 1869 begann er seine Studien der Literatur an der Universität Leiden, wo er sich bereits am 3. April 1867 immatrikuliert hatte. Hier wurden vor allem Carel Gabriel Cobet und Willem Georg Pluijgers (* 18. Februar 1812 in Zwolle; † 30. April 1880 in Leiden) seine Lehrer. Ab 1875 war er Lehrer für Griechisch am Gymnasium in Amsterdam und promovierte am 1. April 1876 in Leiden in klassischer Literatur mit dem Thema De Aristophane Euripides censore.
Er wurde am 17. August 1884 zum Professor für Griechische Sprache, Literatur und Geschichte der griechischen Kunst an die Universität Leiden berufen, welche Aufgabe er am 1. Oktober mit der Einführungsrede De arte discendi antrat. Am 27. April 1890 wurde er Mitglied der Königlich Niederländischen Akademie der Wissenschaften, war Mitglied der Griechischen Akademie und wurde Ritter des Ordens vom niederländischen Löwen. Zudem beteiligte er sich an den organisatorischen Aufgaben der Leidener Hochschule und war 1904/05 Rektor der Alma Mater. Am 18. Dezember 1914 verzichtete er auf seine Professur und wurde am 1. Januar 1915 emeritiert. Seine letzten Lebensjahre verlebte er in der Schweiz.

## Werke (Auswahl)
- Attische Vormleer. 1880, 1894, 9. Aufl. 1918 (mit M. B. Mendes da Costa)
- Ajas. 1881
- De Aiacis Sophocles authentia et integritate. Utrecht 1881
- Philoktetes, metrisch vertaald. 1881, 1900, 1910
- Het Taaleigen der Gedichten van Homerus. 1884, 9. Aufl. 1918, auch in Französisch und Deutsch
- De Acharniërs. 1885
- Homeri Odyssea. 1890/91; 2. Aufl. 1897/98; 1911; 2. Bde.; Edition minor 1908–1922 (mit M. B. Mendes da Costa)
- Aristotelis qui fertur liber de Republica Atheniensium. 1891 (mit H. van Herwerden)
- Enchiridium dictionis epicae. 1892–1894; 2. Bde
- Carmina latina. Post mortem poetae collegit filius. 1893
- Aristophanis Vespae c. prol. et comm.. 1893
- Homeri Ilias. 1887/88; 2. Aufl. 1895/96; 1916; 2. Bde.; Edition minor 1906–1922
- Aristophanis Ranae c. prol. et comm.. 1896
- Antigone, metrisch vertaald. 1897
- Aristophanis Nubes c. prol. et comm.. 1898
- Aristophanis Equites c. prol. et comm.. 1900
- Aristophanis Acharnenses c. prol. et comm.. 1901
- Aristophanis Aves c. prol. et comm.. 1902
- Aristophanis Lysistrata c. prol. et comm.. 1903
- Aristophanis Thesmophoriazusae c. prol. et comm.. 1904
- Aristophanis Plutus c. prol. et comm.. 1904
- Aristophanis Cod. Ravennas. (Cod. gr. et lat IX). 1904
- De Boogschutter en de Weefster. Opmerkingen over de Odyssee. 1904
- Aristophanis Ecclesiazusae c. prol. et comm.. 1905
- Bloemlezing uit Aristophanes. 1905
- Aristophanis Pax c. prol. et comm.. 1906
- Prolegomena ad Aristophanem. 1908
- Menandri fabulae c. prol. et comm. 1908
- Een Dichterleven (Aristophanes). 1909
- Schoolwoordenboek op de Gedichten van Homerus. 1909–1930
- Commentationes Homericae. 1911
- Homeri Ilias c. proleg. not. critic., commentariis exegeticis. 1912/13
- Homerus, Gestalten en tooneelen. 1913
- Homeri Odyssea c. proleg.not. critic; commentariis exegeticis, indicibus. 1917
- Enchiridium d. epic. Ed. altera auchta. 1918
- Menandri fabularum reliquiae c. proleg., not. crit., comm. exeget.. 1919
- De Zanger van den Griekschen Riddertijd. 1924